# Déa Fenelon
Pour les articles homonymes, voir Fénelon (homonymie).
Déa Ribeiro Fenelon est une historienne brésilienne née en 1933 au Brésil et décédée le 20 avril 2008. Elle s'est spécialisée dans le domaine de la mémoire culturelle.

## Biographie
Déa Fenelon est née à Ituiutaba au Minas Gerais. Elle obtient son diplôme de troisième cycle et son doctorat en histoire à l'Université fédérale du Minas Gerais, respectivement en 1961 et 1973.

## Carrière
Dans les années 1970 et 1980, elle enseigne dans plusieurs universités, dont l'Université de Brasilia (UNB), l'Université méthodiste de Piracicaba (UNIMEP) et l'université d'État de Campinas (Unicamp).
Dans le contexte du gouvernement de Luiza Erundina (1989-1993) à São Paulo, elle préside le Département du patrimoine historique (DPH). Elle y travaille pour améliorer l'enseignement de l'histoire dans les écoles publiques à São Paulo et participe à la fondation de l'Association nationale de l'histoire (ANPUH). Son activité comme présidente du DPH se caractérise par une politique de développement de la mémoire culturelle et de la citoyenneté, créant dans ce cadre le concept de « droit à la mémoire ». Elle est considérée l'une des principales contributrices de la préservation du patrimoine historique de la ville de São Paulo.

## Publications
- (pt) « Levantamento  e  sistematização  da  legislação  relativa  aos  escravos  no Império do Brasil », dans Anais do VI simpósio Nacional dos Professores Universitários de História, vol. 2, São Paulo, 1973, p. 199-307
- (pt) 50 textos de história do Brasil, Sao Paulo, Hucitec, 1974
- (pt) Cidades : Pesquisa Em Historia 1, Déa Ribeiro Fenelon (dir.), São Paulo, Olho d'Água, 1999, 282 p. (ISBN 85-85428-54-6)
- (pt) « Migrações e memória: campo e cidade nas  lembranças de migrantes », dans Projeto História : Revista do Programa de Estudos Pós-Graduados de História, São Paulo, coll. « Campo e cidade », 1999, p. 273-277
- (pt) « Imprensa e vida urbana », dans Projeto História : Revista do Programa de Estudos Pós-Graduados de História, vol. 22, São Paulo, coll. « História e oralidade », 2001 (lire en ligne), p. 431-436
- (pt) « Introduction », dans Déa Ribeiro Fenelon, Laura  Antunes Maciel,  Paulo  Roberto de Alemida,  Yara  Aun Khoury (dir.), Muitas memórias, outras histórias, São Paulo, Olho d'água, 2004, 314 p., p. 5-13